# Rally Comunidad de Madrid de 2017
El Rally Comunidad de Madrid de 2017 fue la octava edición y la décima y última ronda de la temporada 2017 del Campeonato de España de Rally. Se celebró entre el 24 y el 25 de noviembre y contó con un itinerario de trece tramos que sumaban un total de 158,09 km cronometrados.

## Itinerario
| Día   | Tramo | Nombre                   | Distancia | Hora  | Ganador            | Tiempo | Líder             |
| ----- | ----- | ------------------------ | --------- | ----- | ------------------ | ------ | ----------------- |
| Día 1 | TC1   | Puerto de Canencia Sur   | 11.84 km  | 14:10 | Gorka Antxustegui  | 6:34.5 | Gorka Antxustegui |
| Día 1 | TC2   | El Berrueco              | 10.56 km  | 14:57 | Álvaro Lobera      | 5:00.6 | Gorka Antxustegui |
| Día 1 | TC3   | Circuito del Jarama      | 14.67 km  | 16:04 | Fernando Navarrete | 8:10.5 | Gorka Antxustegui |
| Día 1 | TC4   | Puerto de Canencia Sur 2 | 11.84 km  | 18:07 | Pedro Burgo        | 6:35.0 | Gorka Antxustegui |
| Día 1 | TC5   | El Berrueco 2            | 10.56 km  | 18:54 | Iván Ares          | 5:02.1 | Gorka Antxustegui |
| Día 2 | TC6   | La Lancha                | 11.51 km  | 08:53 | Álvaro Lobera      | 5:47.3 | Gorka Antxustegui |
| Día 2 | TC7   | Arrebatacapas            | 11.76 km  | 09:31 | Iván Ares          | 6:10.9 | Gorka Antxustegui |
| Día 2 | TC8   | El Herradón              | 12.95 km  | 10:00 | Iván Ares          | 5:53.4 | Gorka Antxustegui |
| Día 2 | TC9   | La Lancha 2              | 11.51 km  | 11:31 | Iván Ares          | 5:49.0 | Gorka Antxustegui |
| Día 2 | TC10  | Arrebatacapas 2          | 11.76 km  | 12:09 | Iván Ares          | 6:13.5 | Gorka Antxustegui |
| Día 2 | TC11  | El Herradón 2            | 12.95 km  | 12:38 | Iván Ares          | 5:59.2 | Gorka Antxustegui |
| Día 2 | TC12  | La Lancha 3              | 11.51 km  | 14:09 | Iván Ares          | 5:51.4 | Gorka Antxustegui |
| Día 2 | TC13  | Circuito del Jarama 2    | 14.67 km  | 16:02 | Surhayen Pernía    | 8:30.9 | Gorka Antxustegui |

## Clasificación final
| Pos. | Piloto              | Copiloto               | Automóvil            | Tiempo    | Diferencia |
| ---- | ------------------- | ---------------------- | -------------------- | --------- | ---------- |
| 1.   | Gorka Antxustegui   | Alberto Iglesias       | Suzuki Swift R+      | 1:23:23.9 | 0.0        |
| 2.   | José Luis Peláez    | Rodolfo Del Barrio     | Ford Fiesta R5       | 1:24:03.8 | +39.9      |
| 3.   | Iván Ares           | José Antonio Pintor    | Hyundai i20 R5       | 1:24:15.6 | +51.7      |
| 4.   | Pedro Burgo         | Marcos Burgo           | Škoda Fabia R5       | 1:24:19.2 | +55.3      |
| 5.   | Daniel Marbán       | Víctor M. Ferrero      | Lotus Exige Cup 260  | 1:24:35.5 | +1:11.6    |
| 6.   | Miguel Ángel Fuster | Daniel Cué             | Renault Clio N5      | 1:24:58.6 | +1:34.7    |
| 7.   | Surhayen Pernía     | Carlos Del Barrio      | Hyundai i20 R5       | 1:25:25.5 | +2:01.6    |
| 8.   | Álvaro Muñiz        | Antonio Solórzano      | Abarth 124 Rally RGT | 1:27:01.4 | +3:37.5    |
| 9.   | Efrén Llarena       | Sara Fernández         | Peugeot 208 R2       | 1:28:30.9 | +5:07.0    |
| 10.  | Javier Pardo        | Adrián Pérez Fernández | Peugeot 208 R2       | 1:28:40.3 | +5:16.4    |